# Sean Couturier
Sean Couturier (* 7. Dezember 1992 in Phoenix, Arizona) ist ein kanadischer Eishockeyspieler mit US-amerikanischer Staatsbürgerschaft. Seit 2011 spielt der Center für die Philadelphia Flyers in der National Hockey League (NHL), die ihn im NHL Entry Draft 2011 an achter Position ausgewählt hatten. Das Team führt er seit Februar 2024 als Mannschaftskapitän an. Mit der kanadischen Nationalmannschaft gewann er die Goldmedaille bei der Weltmeisterschaft 2015.

## Karriere
Sean Couturier spielte von 2008 bis 2011 für die Voltigeurs de Drummondville, die ihn im LHJMQ Entry Draft 2008 an zweiter Gesamtposition ausgewählt hatten, in der Ligue de hockey junior majeur du Québec. In seinem ersten Jahr in der LHJMQ gewann er mit seinem Team den Coupe du Président. In der Saison darauf erzielte der Angreifer in 68 Spielen 96 Punkte, wofür er die Trophée Jean Béliveau erhielt, die jährlich an den erfolgreichsten Scorer der LHJMQ vergeben wird. Darüber hinaus wurde er in das Second All-Star-Team berufen. In den folgenden Play-offs schieden die Voltigeurs im Halbfinale gegen den späteren Meister Moncton Wildcats aus. Im Anschluss an die reguläre Saison 2010/11 wurde Couturier als wertvollster Spieler der LHJMQ mit der Trophée Michel Brière ausgezeichnet.
Beim NHL Entry Draft 2011 wurde Couturier in der ersten Runde an insgesamt achter Position von den Philadelphia Flyers ausgewählt. Vor Beginn der Saison 2011/12 erhielt er einen Einstiegsvertrag für drei Jahre bei den Flyers, die den kanadisch-US-amerikanischen Doppelbürger sofort in den NHL-Kader nominierten. In seiner Rookiesaison wurde der Spieler in das NHL All-Star-Game eingeladen und nahm bei dieser Veranstaltung an der SuperSkills Competition teil. Insgesamt absolvierte Couturier in dieser Spielzeit 77 Partien für die Philadelphia Flyers während der regulären Saison, dabei gelangen ihm 13 Tore und 14 Torvorlagen. In den folgenden Play-offs erzielte er am 13. April 2012 bei der Partie die Flyers gegen die Pittsburgh Penguins seinen ersten Hattrick in der National Hockey League.
In der Spielzeit 2017/18 steigerte Couturier seine persönliche Statistik deutlich auf 76 Punkte aus 82 Spielen und wurde darüber hinaus mit 31 erzielten Treffern zum zweitbesten Torschützen seines Teams (hinter Claude Giroux). In der Folge wurde er gemeinsam mit Anže Kopitar und Patrice Bergeron für die Frank J. Selke Trophy als bester defensiver Stürmer der NHL nominiert, die schließlich jedoch Kopitar gewann. Zwei Jahre später war er mit Bergeron und Ryan O’Reilly erneut nominiert und gewann die Trophäe schließlich auch. Im August 2021 unterzeichnete Couturier einen neuen Achtjahresvertrag in Philadelphia, der ihm mit Beginn der Saison 2022/23 ein durchschnittliches Jahresgehalt von 7,75 Millionen US-Dollar einbringen soll. Von der Spielzeit 2021/22 verpasste er anschließend jedoch den Großteil verletzungsbedingt, bevor er auch die komplette Spielzeit 2022/23 ausfiel. Nach seinem Comeback wurde er im Februar 2024 als 20. Mannschaftskapitän der Flyers vorgestellt, wobei er die Nachfolge von Claude Giroux antrat, der das Team 2022 verlassen hatte.

### International
Sean Couturier vertrat die kanadische Nationalmannschaft erstmals bei einem internationalen Turnier bei der U20-Junioren-Weltmeisterschaft 2011. Die Mannschaft gewann bei diesem Turnier nach einer Finalniederlage gegen die russischen Auswahl die Silbermedaille.
Erstmals im Seniorenbereich vertrat er die Nationalmannschaft Kanadas bei der Weltmeisterschaft 2015, wobei das Team direkt die Goldmedaille gewann. Dem folgte eine Teilnahme am World Cup of Hockey 2016 im Team Nordamerika sowie die Silbermedaillen bei den Weltmeisterschaften 2017 und 2019.

## Erfolge und Auszeichnungen
| - 2009 Coupe-du-Président-Gewinn mit den Voltigeurs de Drummondville - 2010 Trophée Jean Béliveau - 2010 LHJMQ Plus/Minus-Führender - 2010 LHJMQ Second All-Star-Team - 2011 Teilnahme am CHL Top Prospects Game | - 2011 Trophée Michel Brière - 2011 Trophée Michael Bossy - 2011 LHJMQ First All-Star-Team - 2012 Teilnahme an der NHL All-Star Game SuperSkills Competition - 2020 Frank J. Selke Trophy |

### International
- 2011 Silbermedaille bei der U20-Junioren-Weltmeisterschaft
- 2015 Goldmedaille bei der Weltmeisterschaft
- 2017 Silbermedaille bei der Weltmeisterschaft
- 2019 Silbermedaille bei der Weltmeisterschaft

## Karrierestatistik
Stand: Ende der Saison 2024/25

### International
| Vertrat Kanada bei: - U20-Junioren-Weltmeisterschaft 2011 - Weltmeisterschaft 2015 - Weltmeisterschaft 2017 - Weltmeisterschaft 2019 | Vertrat Team Nordamerika bei: - World Cup of Hockey 2016 |

(Legende zur Spielerstatistik: Sp oder GP = absolvierte Spiele; T oder G = erzielte Tore; V oder A = erzielte Assists; Pkt oder Pts = erzielte Scorerpunkte; SM oder PIM = erhaltene Strafminuten; +/− = Plus/Minus-Bilanz; PP = erzielte Überzahltore; SH = erzielte Unterzahltore; GW = erzielte Siegtore; 1 Play-downs/Relegation; Kursiv: Statistik nicht vollständig)

## Persönliches
Sein Vater Sylvain Couturier war ebenfalls Eishockeyspieler und lief unter anderem in der NHL für die Los Angeles Kings auf.